# دانیتسا یورچووا
دانیتسا یورچووا (انگلیسی: Danica Jurčová؛ زادهٔ ۵ اوت ۱۹۷۶) بازیگر اهل اسلواکی و جمهوری چک است. وی از سال ۱۹۹۴ میلادی تاکنون مشغول فعالیت بوده‌است.
از فیلم‌ها یا برنامه‌های تلویزیونی که وی در آن نقش داشته‌است می‌توان به ۳۶۰ اشاره کرد.